# 25 to Life
25 to Life är ett actionspel som utspelas i moderna städer. Spelet ger en möjlighet att vara både gangster och polis. Man kan spela online och då kan man vara upp till 16 personer i varje lag. Huvudpersonerna i spelet heter Freeze, Sean och Officer Williams, de två förstnämnda är gangstrar och den sistnämnda är polis.